# لونا 15
لونا 15 (بالروسية: Луна-15) كانت مهمة فضائية آلية تتبع برنامج لونا السوفيتي، تحطم الروبوت على سطح القمر في 21 يوليو 1969.
في 21 يوليو 1969، وبينما كان رواد أبولو 11 ينهون أول سير بشري على سطح القمر، بدأت مركبة لونا 15 النزول من مدارها القمري لسطحه. انطلقت مهمة لونا 15 قبل 3 أيام من مهمة أبولو 11، وكانت ثاني محاولة سوفيتية لإعادة تربة من القمر إلى الأرض، بهدف التقدم على الولايات المتحدة بتحقيق إعادة عينة من التربة إلى الأرض في إطار السباق إلى القمر. المهمة السابقة، التي رُمزت باسم E-8-5-402، وانطلقت في 14 يونيو 1969، لم تصل للمدار حول الأرض لأن المرحلة الثالثة من الصاروخ الناقل لم ينطلق محركها. تحطمت مركبة الهبوط لمهمة لونا 15 على سطح القمر في 15:50 UT، قبل ساعات من رحيل الأمريكيين المخطط له عن سطح القمر. المهمة اللاحقة، لونا 16، حققت الهدف المطلوب؛ إذ كانت أول مهمة مسبار روبوتي ينجح في الهبوط على سطح القمر ويعيد عينة من التربة إلى الأرض بنجاح.
كانت المهمتان المتزامنتان السوفيتية والأمريكية سببًا لواحدة من أوائل حوادث الاتصال بين السوفيت والأمريكيين في مجال الفضاء: إذ أطلق الاتحاد السوفيتي مخطط الرحلة لمهمة لونا 15 لضمان عدم الاصطدام بأبولو 11، إلا أنه لم ينشر طبيعة المهمة بالتحديد.

## استشهادات
1. 1 2  Jonathan McDowell, Jonathan's Space Report (بالإنجليزية), QID:Q6272367
2. ↑  Brown، Jonathan (3 يوليو 2009). "Recording tracks Russia's Moon gatecrash attempt". ذي إندبندنت. London. مؤرشف من الأصل في 2020-05-16.